# 70-й Нью-Йоркский пехотный полк
70-й Нью-Йоркский пехотный полк (70th New York Volunteer Infantry Regiment так же 1st Excelsior) — представлял собой один из пехотных полков армии Союза во время Гражданской войны в США. Полк стал первым полком «Эксельсиорской бригады» Дэниеля Сиклса.

## Формирование
18 мая 1861 года конгрессмен Дэниель Сиклс был уполномочен Военным Департаментом набрать бригаду для федеральной армии. Полк был набран им в лагере Кэмп-Скотт на острове Статен и 20 июня принял на службу в федеральную армию сроком на 3 года. Роты полка были набраны: Рота А, В, D и G в Нью-Йорке, рота С в Мичигане, рота Е — в Питтсбурге (Пенсильвания), рота F — в Порт-Джервис, округ Оранж, рота Н — в Бостоне, часть рота А и рота I — в Патерсоне (Нью-Джерси), и рота К — в Ньюарке (Нью-Джерси)
Первым командиром полка стал полковник Дэниель Сиклс, подполковником — Уильям Дуайт, майором — Эгберт Фарнум.

## Боевой путь
23 июля 1861 года полк покинул штат Нью-Йорк и был переправлен в Вашингтон, где включён в бригаду, которую возглавил Сиклс, сдавший командование полком подполковнику Дуайту. Полк был размещён в укреплениях Вашингтона. 3 сентября Дэниель Сиклс получил звание бригадного генерала, Дуайт — полковника, а Фарнум — подполковника. В октябре полк был включён в бригаду Джозефа Хукера. 1 ноября капитан роты F, Томас Хольт, стал майором, а 11 сентября полк получил своё официальное название: «70-й Нью-Йоркский».
В марте 1862 года бригада Сиклса стала частью 2-й дивизии III корпуса Потомакской армии. В конце апреля полк был направлен к Фредериксбергу, а 6 апреля участвовал в перестрелке у Стаффорд-Кортхаус, где потерял одного человека раненым. 10 апреля полк был переведён на Вирджинский полуостров и участвовал в осаде Йорктауна, в ходе которой потерял одного человека раненым.
5 мая бригада Сиклса участвовала в сражении при Уильямсберге. Полк насчитывал к началу сражения 700 человек; в бою было потеряно 4 капитана и 4 лейтенанта и 101 рядовой убитыми. Были ранены полковник Дуайт, 11 офицеров и 112 рядовых. 97 человек пропало без вести. Полковник Дуайт остался раненый на поле боя, и был захвачен в плен. Сержант Джон Николас Койн получил Медаль Почёта за то, что в ходе рукопашной захватил знамя противника.

## Интересные факты
В 70-м Нью-Йоркском служил рядовым Джон Томми, этнический китаец, переехавший в США перед самой войной. Он вступил в полк во время его формирования и прослужил до 1863 года, пока не был убит в сражении при Геттисберге. Томми был единственным китайцем в Потомакской армии.